# 杨敦
杨敦（?—?），《新唐书·诸帝公主传》作杨敷，唐朝弘农郡华阴县人。唐玄宗的驸马。
杨敦的曾祖父杨行基，是隋恭帝杨侑的族子，杨侑死后，嗣酅公。祖父杨懷讓。杨敦官至太僕卿同正員。唐玄宗和杨贵嫔的女儿、唐肃宗的同母妹宁亲公主，下嫁张垍，后来改嫁裴颍，最后嫁给杨敦，拜駙馬都尉。